# Liliane Bettencourt
Liliane Bettencourt, nata Schueller (Parigi, 21 ottobre 1922 – Neuilly-sur-Seine, 21 settembre 2017) è stata un'imprenditrice francese.
È stata la persona più ricca di Francia, la donna più ricca del mondo, la seconda persona più ricca d'Europa e la decima persona più ricca del mondo (considerando il patrimonio della famiglia), è stata inoltre la seconda donna più potente del mondo dopo Alice Walton e una delle più influenti. Nel 2015 la rivista Forbes ha stimato il patrimonio della sua famiglia in 40,1 miliardi di dollari.

## Biografia
Liliane era l'unica figlia di Eugène Schueller, il fondatore della multinazionale della cosmesi L'Oréal, una delle più grandi aziende del mondo nel settore dei prodotti di bellezza. A soli 5 anni (nel 1927) perse la madre. Nel 1950 si sposò con il politico francese André Bettencourt (di cui assunse il cognome) e stabilì la sua residenza a Neuilly-sur-Seine, in Francia. La coppia ha avuto una figlia, Françoise, che ha sposato Jean-Pierre Meyers; entrambi sono stati cooptati nello staff dirigenziale dell'azienda di famiglia. Nel 1957 Liliane Bettencourt ereditò dal padre il pacchetto azionario di maggioranza de L'Oréal, che ha detenuto sino alla sua morte, avvenuta a 94 anni, il 21 settembre 2017.

### Azionariato di L'Oréal
Al momento della sua scomparsa, Liliane Bettencourt deteneva il 27,5% delle azioni del gruppo, contro il 26,4% appartenente a Nestlé, il 3,9% intestato al ministero del tesoro francese e il 42,2% flottante sul mercato.

### Altre attività
Liliane Bettencourt ha creato la Bettencourt Schueller Foundation, che assegna il Liliane Bettencourt Prize for Life Sciences al miglior ricercatore europeo sotto i quarantacinque anni.
Bettencourt è stata segnalata come una delle vittime di più alto profilo dello schema Ponzi di Bernard Madoff, con una perdita di 22 milioni di euro. È stata la prima investitrice di un fondo gestito da Access International Advisors, co-fondato da René-Thierry Magon de la Villehuchet. De la Villehuchet si è suicidato il 22 dicembre 2008, dopo aver saputo che i suoi fondi avevano investito una parte consistente del loro capitale con Madoff.

## "L'affaire Bettencourt"
Secondo la maggior parte dei resoconti Bettencourt incontrò François-Marie Banier, scrittore, artista e fotografo di celebrità francese, nel 1987 quando a quest'ultimo venne chiesto di fotografarla per la rivista francese Égoïste. Negli anni successivi, Banier e Bettencourt divennero amici e lei divenne sua finanziatrice, elargendogli doni stimati per un valore pari a 1,3 miliardi di euro. Questi doni includono, tra l'altro, una polizza di assicurazione sulla vita del valore di 253 milioni di euro nel 2003, un'altra polizza di assicurazione sulla vita del valore di 262 milioni di euro nel 2006, 11 opere d'arte nel 2001 del valore di 20 milioni di euro (tra cui dipinti di Picasso, Matisse, Mondrian, Delaunay e Léger), una fotografia del surrealista Man Ray e soldi in contanti. Le polizze di assicurazione sulla vita sarebbero state firmate a Banier dopo che Bettencourt si stava riprendendo da due ricoveri ospedalieri nel 2003 e nel 2006.
Nel dicembre 2007, appena un mese dopo la morte di suo padre, Françoise Bettencourt Meyers ha presentato una denuncia penale contro Banier, accusandolo di circonvenzione d'incapace (o di sfruttamento di una debolezza fisica o psicologica per guadagno personale) nei confronti di sua madre. In seguito alla sua denuncia, la Brigade Financière, il braccio investigativo finanziario della polizia nazionale francese, ha aperto un'indagine e, dopo aver interrogato membri dello staff di Bettencourt, ha deciso di presentare il caso al tribunale di Nanterre per un processo a settembre 2009. Nel dicembre 2009, la corte ha rinviato la sentenza sul caso all'aprile 2010 (successivamente prorogata fino al luglio) in attesa dei risultati di una visita medica sullo stato mentale di Bettencourt. Tuttavia, Bettencourt rifiutò di sottoporsi a questi esami.
Nel luglio 2010, il processo è stato nuovamente rinviato fino all'autunno, dopo che i dettagli delle registrazioni su nastro effettuate dal maggiordomo di Bettencourt, Pascal Bonnefoy, sono diventati pubblici. I nastri, che sono stati consegnati alla polizia, consistevano in oltre 21 ore di conversazione e sono stati realizzati perché il maggiordomo aveva temuto che Bettencourt fosse affetta dalla malattia di Alzheimer e fosse stata ingannata. Le intercettazioni rivelarono presumibilmente che Bettencourt aveva nominato Banier "unico erede" di tutto il suo patrimonio, eccezion per le azioni della L'Oréal che costituiscono la maggior parte del patrimonio di Bettencourt e che erano già state cedute a sua figlia e ai suoi due nipoti.
Il 6 dicembre 2010, Bettencourt si è riconciliata con la figlia, ponendo fine a una serie di cause legali. È stato riferito che Bettencourt e Banier si erano separati e alla fine il testamento di Bettencourt venne cancellato. Il battibecco tra le due donne si riaccese però l'estate successiva, quando Bettencourt disse che sua figlia aveva bisogno di cercare aiuto psicologico, il che le portò nuovamente ad allontanarsi. Nel 2023 Netflix realizzò la miniserie L'affaire Bettencourt: uno scandalo miliardario, incentrata proprio sulla complessa vicenda giudiziaria che portò madre e figlia a scontrarsi.

### Tutela legale
L'8 giugno 2011, è stato riferito che la figlia Françoise aveva presentato una richiesta al tribunale per mettere Liliane Bettencourt sotto tutela legale a causa della sua salute declinante (affermò che soffrisse di demenza senile) e per l'incapacità di gestire il suo patrimonio. Il 17 ottobre 2011, un giudice francese ha stabilito che la donna sarebbe stata posta sotto la tutela dei membri della sua famiglia a causa delle preoccupazioni per il declino della salute mentale di Bettencourt. Françoise Bettencourt-Meyers, insieme ai due nipoti della Bettencourt, ha ottenuto il controllo del suo patrimonio e delle sue proprietà. Uno dei nipoti è stato inoltre nominato suo tutore personale.
L'avvocato di Liliane Bettencourt ha dichiarato che avrebbe fatto ricorso e ha detto al quotidiano Le Monde che «la signora Bettencourt era pronta a una "guerra nucleare" con sua figlia». Dal 2014, Françoise Bettencourt-Meyers è il tutore del patrimonio, mentre il figlio di Françoise, membro del consiglio di amministrazione di L'Oréal e del consiglio di sorveglianza della holding della famiglia Bettencourt, Téthys, Jean-Victor Meyers, supervisiona la sua salute e la sua vita personale dopo che un giudice ha stabilito che era l'unica persona in grado di "scongiurare ogni conflitto tra Liliane Bettencourt e Françoise Bettencourt-Meyers".